# New York Yanks

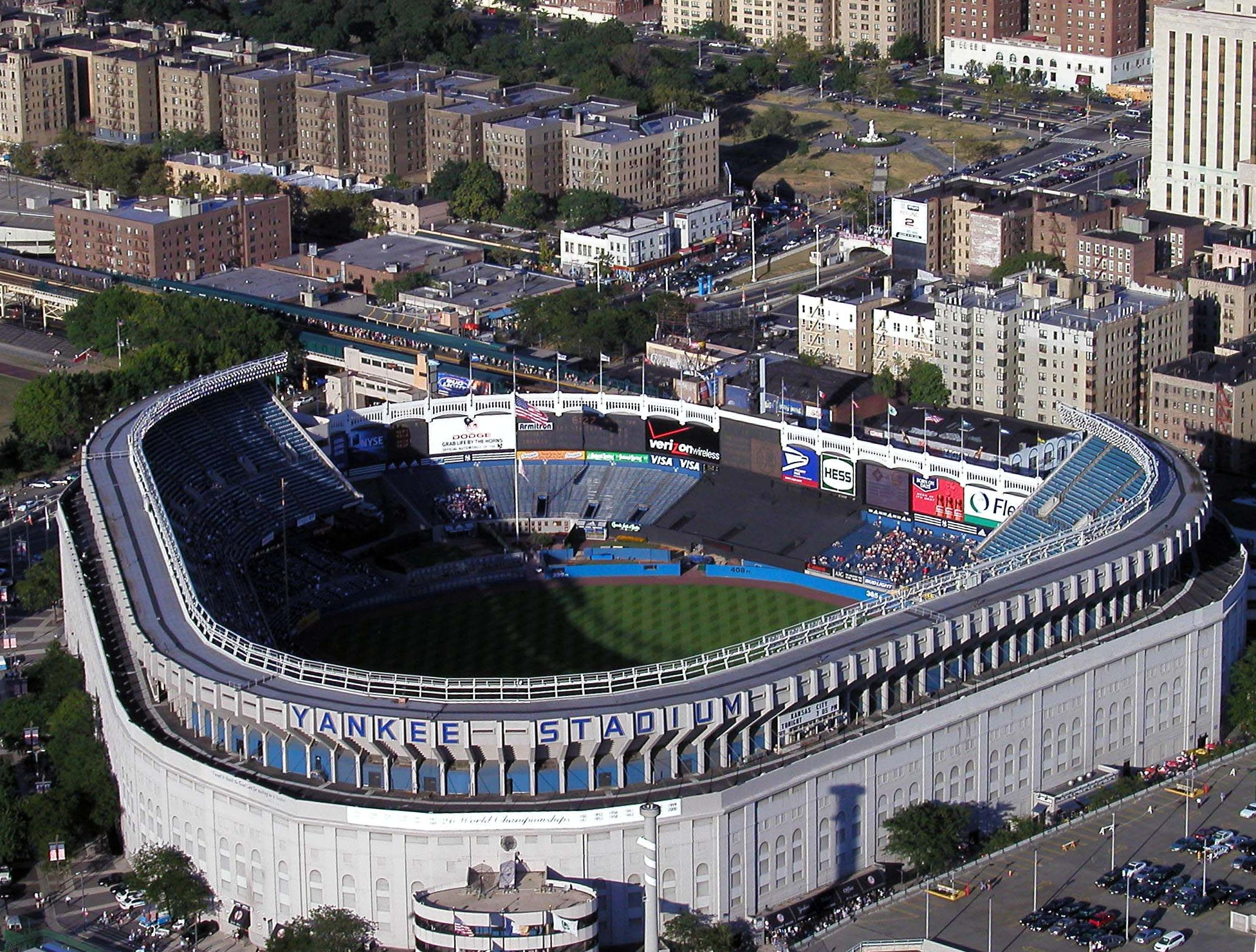
Vista aérea del Yankee Stadium desde un helicóptero Blackhawk del ejército.

Los New York Yanks fueron un equipo de la NFL que jugó bajo ese nombre en las temporadas 1950 y 1951. El equipo comenzó originalmente como los Boston Yanks, gerenciado por Kate Smith cuyo propietario fue Ted Collins. Él originalmente quería un equipo en la ciudad de New York, pero tuvo que conformarse con uno en Boston, después de que los New York Giants se negara a que su equipo comparta el área de Nueva York. En 1949, sin embargo, Collins, sospechando que la All-America Football Conference estaba por desaparecer, finalmente obtuvo permiso para trasladarse a Nueva York. En lugar de una reubicación formal, sin embargo, Collins le pidió la NFL plegar oficialmente su franquicia de Boston y darle una nueva franquicia, para una deducción de impuestos. [1] Este nuevo equipo jugó como los New York Bulldogs y compartió los Polo Grounds con los Giants durante la temporada 1949.
En 1950, Collins cambió el nombre de su franquicia de los New York Yanks y se trasladó al Yankee Stadium. Para todos los efectos, sin embargo, este fue un equipo casi completamente nuevo. Sólo cuatro jugadores de los Bulldogs (Joe Domnanovich, Joe Golding, John Nolan y John Rauch) jugaron para los Yanks en 1950. Por el contrario, había 18 jugadores de los New York Yankees de la AAFC (Bruce Alford, George Brown, Brad Nueva York Ecklund, Don Garza, Sherman Howard, Duke Iverson, Harvey Johnson, Bob Kennedy, Lou Kusseow, Pete Layden, Paul Mitchell, Barney Poole, Martin Ruby, Jack Russell, Ed Sharkey, Joe Signaigo, John Wozniak y Buddy Young). Collins los adquirió como parte de un acuerdo en el que compró los derechos de la mayoría de los jugadores de los Yankees. Los Yanks terminaron la temporada 1950 de la NFL con marca ganadora. Sin embargo, el equipo se derrumbó de nuevo con una sola victoria en 1951.
Después de la temporada 1951 se informó a la liga que la franquicia se ha "vendido para abajo", pero lo más probable fue que la licencia le fue revocada y cancelada por la por la NFL. Poco después, un grupo de empresarios de Dallas compró los contratos de las lista y jugadores de los Yankees —era aparentemente una "nueva" franquicia— y les trasladó a Dallas como los Dallas Texans. Esa franquicia, a su vez, sucumbió después de sólo una temporada, y el resto de la franquicia fue otorgado a un grupo con sede en Baltimore que lo utilizó para iniciar como los Baltimore Colts. Sin embargo, la NFL no considera a los Colts (ahora con sede en Indianápolis) como una continuación de la franquicia una vez conocida como los New York Yanks.

## Primera selecciones del draft
| Año  | Jugador         | Posición | Universidad |
| ---- | --------------- | -------- | ----------- |
| 1949 | Angelo Bertelli | Halfback | SMU         |
| 1950 | Ninguno         | Ninguno  | Ninguno     |
| 1951 | Ninguno         | Ninguno  | Ninguno     |

## Jugadores del Salón de la Fama
- New York Bulldogs
  - Bobby Layne
- New York Yanks
  - Art Donovan
  - Mike McCormack

## Jugadores notables
- Brad Ecklund (el único con presencias en el Pro Bowl para una franquicia desaparecida, aparte de los Dodgers de Brooklyn[1]
- Spec Sanders
- George Taliaferro
- Buddy Young
- George Ratterman
- Jack Russell
- Art Weiner

## Temporadas
|          | Año  | V | D  | E | Resultado    | Entrenador    |
| -------- | ---- | - | -- | - | ------------ | ------------- |
| Bulldogs | 1949 | 1 | 10 | 1 | 5.º Este     | Charley Ewart |
| Yanks    | 1950 | 7 | 5  | 0 | 3.º Nacional | Red Strader   |
| Yanks    | 1951 | 1 | 9  | 2 | 6.º Nacional | Jimmy Phelan  |